# Солёное (Вольнянский район)
Солёное (укр. Солоне) — село, Солоненский сельский совет, Вольнянский район, Запорожская область, Украина.
Код КОАТУУ — 2321587201. Население по переписи 2001 года составляло 1292 человека.
Является административным центром Солоненского сельского совета, в который не входят другие населённые пункты.

## Географическое положение
Село Солёное находится у истоков реки Солёная, которая пересохла вследствие мелиарации в 80-х годах, ниже по течению на расстоянии в 3 км расположено село Шевченково.
Через село проходит железная дорога, станция Платформа 1063 км.

## История
- 1928 год — дата основания.

## Объекты социальной сферы
- Школа.
- Амбулатория.
- Клуб

## Достопримечательности
- Братская могила советских воинов.